# Lynda Blanchard
Lynda Gaye Cleveland “Lindy” Blanchard, ameriška poslovnica, humanitarka in diplomatka, * 4. julij 1959.
Blanchardova je nekdanja veleposlanica Združenih držav Amerike v Republiki Sloveniji.

## Življenjepis
Rodila se je 4. julija 1959. Z možem Johnom Blanchardom sta ustanovitelja podjetja za upravljanje nepremičninskih vlaganj B&M.. Leta 2004 je v Alabami soustanovila in kasneje nekaj let vodila razvojno fundacijo 100X, ki je sofinancirala rešitve za izkorenitev revščine, predvsem za izboljševanje življenja otrok. S fundacijo jo je prepotovala več držav Afrike, Azije in Južne Amerike, kjer so ustanavljali sirotišnice, uvajali programe trajnostnega razvoja in podjetja za proizvodnjo hrane, s čimer so izboljšali življenja več tistoč družinam v šestnajstih državah. Zavzemala se je tudi za otroke s posebnimi potrebami. Delovala je v več humanitarnih in neprofitnih organizacijah, med njimi v Montgomery Area Nentraditional Equestrians, ki omogoča terapevtske ježe konjev ljudem s čustvenimi, telesnimi, kognitivnimi, in motnjami v razvoju. Pomagala je tudi družinam, ki so želel posvojiti otroke.
Blanchardova je diplomantka (Bachelor of Science) Univerze Auburn iz matematike in računalništva, zna pet programskih jezikov.

### Veleposlanica Združenih držav Amerike
21. junija 2018 jo je ameriški predsednik Donald Trump predlagal za novo veleposlanico Združenih držav Amerike v Republiki Sloveniji, kjer bi nasledila Brenta Hartleya. Ugibanje, koga bo Trump imenoval na veleposlaniško mesto v Slovenijo je bilo veliko, saj njegova soproga Melania Trump izvorno Slovenka. 18. julija 2019 jo je po tridnevni razpravi ameriški senat potrdil za veleposlanico. Zanjo je glasovalo 55 senatorjev, 41, med njimi tudi senatorka slovenskega rodu Amy Klobuchar, jih je bilo proti, trije pa so se vzdržali. 
Z družino je v Slovenijo pripotovala 19. avgusta 2019. Mandat je uradno začela 29. avgusta 2019, ko je predsedniku Slovenije Borutu Pahorju predala poverilno pismo. Mandat je končala 20. januarja 2021, ko je mandat nastopil nov predsednik Joe Biden. Kot odpravnica poslov jo je nasledila Susan Falatko.

### Kandidatura za guvernerko Alabame
Februarja 2021 je Blanchardova objavila svojo kandidaturo za alabamsko senatorko na volitvah leta 2022 v Alabami, da bi nadomestila upokojenega senatorja Richarda Shelbyja, prvega kandidata, ki je javno sprožil kampanjo.
Njen najpomembnejši nasprotnik je bil predstavnik Mo Brooks, ki ga je podprl nekdanji predsednik Donald Trump. Novembra 2021 je The Wall Street Journal poročal, da Trump razmišlja o podpori Blanchardovi, če bi umaknila svojo kampanjo za senatorko in se namesto tega potegovala za guvernerko.
Blanchardova je uradno zamenjala volilno tekmo 7. decembra 2021 in med postankom kampanje v Wetumpki napovedala, da bo kandidirala na volitvah guvernerko v Alabami. Njena guvernerska kampanja je 3. januarja 2022 začela televizijsko oglaševalsko kampanjo, ki je stala približno 1,175 milijona dolarjev, da bi dvignila svoj ugled med volivci v Alabami.

### Zasebno
Je mati sedmih otrok, od tega štirih posvojencev. Je pripadnica evangeličanske cerkve. Govori angleško in pasivno špansko.